# Илија Ћосић
 Др Илија Ћосић (Ривица, 5. септембар 1948) дипломирани је машински инжењер и бивши декан Факултета техничких наука.

## Биографија
Рођен је 5. септембра 1948. године у Ривици, општина Ириг, АП Војводина.
Основну школу завршио је у родном месту, осмогодишњу у Иригу, а средњу машинско-техничку у Руми 1967. Дипломирао је на Машинском факултету у Новом Саду, смер производно машинство 1972. године.
Магистарску тезу под називом: Прилог истраживању структура монтажних система у условима општег модела производних система одбранио је 1979. на Факултету техничких наука у Новом Саду, а докторску дисертацију Прилог развоју производних структура повишеног степена флексибилности 1983. на истом факултету.
На Машинском факултету у Новом Саду запослио се одмах после дипломирања у звању асистента у Научном раду. После повратка из војске, 1974. године, биран је у звање асистента на предмету Фабричка постројења.
У звање доцента на ФТН у Новом Саду изабран је 1983, ванредног професора 1988, а редовног, за ужу научну област производни системи, 1993.
Изводио је и изводи предавања на следећим предметима:
- Проучавање и мерење рада
- Технолошке основе ефективне производње
- Основи теорије индустријских система
- Пројектовање производних система
- Технолошки монтажни системи
- Организација и менаџмент
- Управљање малим предузећима
- Производни менаџмент
- Ефективна производна предузећа.

Поред наставе у Новом Саду држао је и предавања на додипломским и последипломским студијама на Машинском факултету у Мостару, Академији Копнене Војске у Загребу, Машинском факултету у Српском Сарајеву, Техничком факултету у Зрењанину, Машинском факултету у Бањој Луци и Вишој техничкој школи у Добоју.
Проф. др Илија Ћосић је до сада објавио као коаутор или аутор 16 књига, преко 150 научних и стручних радова и једно поглавље у књизи “Group technology” објављеној у САД. Обрадио је до сада са сарадницима 22 научна пројекта и био је носилац научно-истраживачког пројекта Истраживање и развој структура рачунарски интегрисаних, роботизованих ефективних производних система (11МО9РТ1), који је финансирало Министарство за науку и технологију Републике Србије за период 1996/2000. године. Активни је учесник у процесима сарадње са привредним предузећима који су резултовали у 32 пројекта у подручјима технолошких, производних и организационих структура предузећа. У оквиру реформе вишег и високог образовања у складу са препорукама Болоњске декларације, био је носилац пројекта “Развој организационе структуре интегрисаног универзитета” кога је финансирало Извршно веће АП Војводине.
Био је директор Института за индустријске системе ФТН, шеф Катедре за производне системе, организацију и менаџмент и проректор на Новосадски универзитетУниверзитету у Новом Саду (2000/2001). Декан је Факултета техничких наука у Новом Саду од 1998. године.
Био је на специјализацији у Немачкој и Швајцарској, а као гост професор радио је на Универзитету у Штутгарту на пројекту “Development of an Expert Sistem for the Configuration of Assembly Systems”. Активно је учествовао у пројектовању и постављању модела фабрике за монтажу и логистику на Институту FhG IAO у Штутгарту.
Био је ментор великог броја дипломских радова и ментор или члан комисије преко 50. магистарских теза и 18. докторских дисертација, у Новом Саду, Бањој Луци, Мостару, Зрењанину и Српском Сарајеву.
Основао је Друштво Студената “Машинац” и био покретач и први главни и одговорни уредник студентског листа “Машинац” (1971).
Био је посланик у Скупштини Србије, делегат у Скупштини града Новог Сада и члан Савета за изградњу Спортског и пословног центра СПЕНС у Новом Саду. Био је председник Општинског и Универзитетског Комитета и Извршни Секретар за науку и образовање ПКСК Војводине.
Добитник је Октобарске награде града Новог Сада 1984. и других јавних признања.
До школске 2012/2013. године радио је као декан Факултета техничких наука, Универзитета у Новом Саду. Након 14 година, на месту декана га је наследио др Раде Дорословачки.